# Antoine François Lefèvre d'Ormesson
Antoine François Lefèvre d'Ormesson, né en 1651 et mort le 21 février 1712, est un administrateur français de l'Ancien Régime. Maître des requêtes au conseil d'État à partir de 1684, il a été intendant des généralités de Rouen, de Riom et de Soissons. Il a produit en 1697, alors qu'il était en Auvergne, un Mémoire sur l'état de la généralité de Riom.

## Biographie

### Famille
Antoine François de Paule Lefèvre d'Ormesson, seigneur du Chéray, est le fils d'Olivier Le Fèvre d'Ormesson, maître des requêtes ordinaire de l'hôtel du roi et intendant, connu pour sa résistance aux pressions du pouvoir pendant le procès de Nicolas Fouquet, et de Marie de Fourcy. Sa date de naissance exacte en 1651 n'est pas connue, mais son acte de baptême est daté du 27 octobre 1651.
Il épouse le 21 décembre 1682 sa cousine Jeanne Françoise Lefèvre de La Barre, fille d'Antoine Lefèvre de La Barre, qui avait été l'un de ses prédécesseurs à l'intendance d'Auvergne et qui venait d'être nommé cette année-là gouverneur de la Nouvelle-France. Le contrat de mariage du couple, signé le 20 décembre 1682, témoigne de la richesse des deux branches de la famille Lefèvre : l'époux reçoit 150 000 livres et l'épouse 120 000. De cette union naquirent plusieurs enfants, dont Jeanne Marguerite (1685-1744), qui épousa un président au parlement de Paris, Jean Baptiste Charles du Tillet, marquis de La Bussière (1687-174), descendant du jurisconsulte et historien Jean du Tillet.

### Carrière
Dès 1666, il avait été nommé conseiller au Grand Conseil avec dispense d'âge, par résignation de la charge de son frère aîné André (1644-1684) ; il y fut effectivement reçu en 1676. En 1684, il devient maître des requêtes de l'hôtel du roi ; en 1688, il est commissaire aux Grands Jours pour la réformation de la justice. En janvier 1684, le roi le nomme intendant de la généralité de Rouen ; il y reste peu, puisqu'en juillet 1695 il est transféré à Riom. En juillet 1704, il passe à l'intendance de Soissons, fonction qu'il occupe jusqu'à son décès le 21 février 1712. Il est inhumé dans la paroisse Saint-Nicolas-des-Champs à Paris.

## Le Mémoire de 1697
Le Mémoire a été rédigé sous la responsabilité de l'intendant d'Ormesson, mais rien ne permet de préciser quelle part il a pris dans sa rédaction, ni même s'il a participé personnellement à cette rédaction. Il est probable que, comme en d'autres généralités, il en ait confié la rédaction, ou au moins la préparation, à un ou plusieurs subordonnés ; les subdélégués ont certainement joué un rôle dans la collecte des données et certains passages du Mémoire sont tirés de rapports antérieurs des intendants.
Le Mémoire a été produit en réponse à une grande enquête qui a donné lieu à la rédaction de trente-et-un mémoires couvrant l'ensemble du royaume. Cette enquête avait pour objectif de permettre au duc de Bourgogne de mieux connaître les diverses parties de son futur royaume ; elle a été lancée par Paul de Beauvilliers, duc de Saint-Aignan, gouverneur du jeune prince. Ces mémoires ont donné lieu à de nombreuses copies, présentant parfois des remaniements. En ce qui concerne le mémoire sur l'Auvergne, l'original est perdu, mais il en existe au moins une quarantaine de copies, de qualité inégale.